# Dig, Lazarus, Dig!!!
Dig, Lazarus, Dig!!!  is het veertiende studioalbum van Nick Cave and the Bad Seeds.
Het werd uitgebracht op 3 maart 2008 op het label Mute Records.
Dig, Lazarus, Dig!!! werd in juli 2007 opgenomen in de State of The Ark muziekstudio in Richmond, Londen.  De mixing gebeurde in september 2007 in de British Grove, eveneens in Londen.
Het album werd geproduceerd door Nick Launay en Nick Cave and the Bad Seeds.
Dig, Lazarus, Dig!!! is geïnspireerd door het Bijbelse verhaal van de wederopstanding van Lazarus uit de dood.

## Tracks
- Dig, Lazarus, Dig!!!
- Today's Lesson
- Moonland
- Night Of The Lotus Eaters
- Albert Goes West
- We Call Upon The Author
- Hold On To Yourself
- Lie Down Here (& be my girl)
- Jesus Of The Moon
- Midnight Man
- More News From Nowhere

## Muzikanten
- Nick Cave
- Mick Harvey
- Warren Ellis
- Martyn Casey
- Jim Sclavunos
- Thomas Wydler
- James Johnston
- Conway Savage